# Ерне Ношко
Ерне Ношко (угор. Ernő Noskó, нар. 26 травня 1945, Черхатсентіван) — угорський футболіст, що грав на позиції захисника. Відомий за виступами за клуб «Уйпешт», а також національну збірну Угорщини. Шестиразовий чемпіон Угорщини. У складі збірної — олімпійський чемпіон.

## Клубна кар'єра
Ерне Ношко народився в медьє Ноград. У дорослому футболі дебютував 1964 року виступами за команду «Уйпешт». За клуб з Будапешта Ношко грав до 1974 року, був у складі «Уйпешта» основним гравцем захисту команди, та став у складі команди шестиразовим чемпіоном Угорщини. Протягом 1974—1978 років футболіст грав у складі клубу «Будафок МТЕ», а завершив ігрову кар'єру у команді «Хіноїн», за яку виступав протягом 1978—1982 років.

## Виступи за збірну
У 1969 році Ерне Ношко дебютував у складі національної збірної Угорщини. У складі збірної був учасником футбольного турніру на Олімпійських іграх 1968 року у Мехіко, та став у складі команди олімпійським чемпіоном.
У складі національної збірної грав до 1971 року, загалом протягом кар'єри в національній команді провів у її формі 15 матчів, у яких забитими м'ячами не відзначився.

## Титули і досягнення
- Чемпіон Угорщини (6):

«Уйпешт Дожа»: 1969, 1970, 1971, 1972, 1973, 1974
- Олімпійський чемпіон (1): 1968